# Ana Paula Vázquez
Ana Paula Vázquez (Ramos Arizpe, 5 ottobre 2000) è un'arciera messicana.

## Carriera
Nel 2021 ha gareggiato ai campionati mondiali di Yankton vincendo l'argento nella gara a squadre femminili insieme a Aída Román e Alejandra Valencia
Nel 2024, dopo l'argento ai campionati panamericani, ai Giochi olimpici di Parigi viene subito eliminata nella prova individuale dalla tedesca Charline Schwarz, nella gara a squadre insieme a Alejandra Valencia e Ángela Ruiz, dopo aver superato le qualificazioni con il terzo punteggio, batte la squadra tedesca ai quarti di finale, perde in semifinale contro la Cina, ma nella finale per il bronzo sconfigge la squadra dei Paesi Bassi.

## Palmarès
- Giochi olimpici

Parigi 2024: bronzo a squadre femminili.
- Campionati mondiali

Yankton 2021: bronzo a squadre femminili.
- Campionati panamericani di tiro con l'arco

Monterrey 2021: oro a squadre femminili, bronzo nell'individuale.
Santiago 2022: oro a squadre e individuale.
Medellín 2024: argento a squadre femminili.
- Campionati mondiali giovanili

Madrid 2019: argento nell'individuale.